# Instant Karma
Instant Karma je rok i rythm and blues grupa iz Zrenjanina.
Saša Koso i Aleksandar Saša Janković su išli u isti razred srednje škole "Jovan Trajkovic" i bili zaljubljenici u Rock n Roll. 1985g su zajedno odlučili da osnuju grupu Instant Karma. Ubrzo u grupu dolaze Nikola Pavković i Vladimir Jovanović.
Posle zapaženog nastupa 1986 god. u TV emisiji Stereovizija dobijaju prvi ugovor za zagrebačku izdavačku kuću Suzy.  Tokom februara 1987g objavljen je singl "Dim nad Gradom/Amerika "sniman u studiju Top Ten u Ljubljani. Početkom 1988g izlazi Ep "Totalni mrak" u produkciji Voja Aralica i Dare Novak. Iste 1988g grupa nastupa na Zaječarskoj gitarijadi pod imenom Revolucija.

## 1989 - 2000
Instant Karma se ponovo okuplja 1989g. U grupu dolaze bubnjar Predrag Jovanović i gitarista Srđan Muc. Radio Novi Sad daje im termine u Studio M gde snimaju tri pesme koje se pojavlju na kompilaciji "Dim nad Gradom"
Leta 1990g ulaze u studio Matrix u Veterniku gde snimaju album "Deset Godina Pre" Koji izlazi decembra 1990g. Tekst na poleđini omota pisao je novinar Dragan Kremer. Album dobija dobre kritike a band snima prvi video spot za naslovnu pesmu u SNP Novi Sad.
Aprila 1992g u produkciji Milana Ćirića izlazi album "Pazi Kako Hodaš" pesme "Osmeh" Drage Mlinareca i "Osmo čudo sveta" postaju radijski hitovi a Instant Karma dobija status odličnog klupskog rhythm n blues banda.. Tako nastaje ideja da se sledeći album snima uživo u blues klubu Mojo/Senta.Iste godine grupa nastupa na festivalu Brzi Bendovi Srbije u Beogradu.
1993g zajedno sa GBB, Eva Braun, Gluve Kučke, Ateist Rap i drugim bendovima iz Vojvodine u produkciji Miodrag Jakšić i izdavačke kuće Carlo Records snimaju pesmu "Vojvodina calling" i kreću na zajedničku turneju.
Aprila 1994g izlazi live album "Kako Ubiti Oktopoda?" koji dobija odlične kritike a mnogi ga smatraju za jednim od najboljih živih albuma na ovim prostorima.
1995g band potpisuje ugovor sa izdavačkom kućom Komuna/PGPRTS Album "Dan za Danom" sniman u studiju DO RE MI-Novi Sad u produkciji Predrag Pejić. Tekst na poleđini albuma kao i dizajn omota radio je pisac novinar Ivan Ivaćković a fotografije poznati Beogradski fotograf Nebojša Babić. Ivan Ivačković je dugi niz godina bio velika podrška grupi Instant Karma. Tekst za pesmu "Džabuki boy" pisao je srpski pisac iz Niša dobitnik NiN-ove nagrade Zoran Ćirić zvani Magični. Na pesmi "Dan za Danom" prateći vokal pevao je Goran Vasović iz grupe Eva Braun. Album "Dan Za Danom" objavljen je 1995g za Komuna/PGPRTS. Pesma "Dva Pištolja" mali izlet u kantri muziku dok ceo album ide ka modernom pop i rok zvuku. Na albumu je obrada pesme "Sentimental Baby" koju je ranih šezdesetih izvodio Perica Stojančić jedan od prvih srpskih rokera.
Nakon njega sledi kompilacijski CD "Roll Over (Godine Oktopoda 1987-1996) za koji su snimljene dve nove pesme „Ne možeš mi ništa“ za koju je tekst napisao Zoran Kostić  Cane iz Partibrejkersa i "Sunce i Ljubav" koja je najavila novi zvuk benda.
Band daje podršku studenskim demonstracijama i snima dve pesme za kompilaciju Radio Indexa "Nas slušaju svi, mi ne slušamo nikoga"  iste godine ulazi u studio sa novim producentom Ljubomir Stančić-em
Instant Karma menja svoj zvuk. Decembra 1997g izlazi Blum! Naziv albuma dolazi iz stripa "Mačak Fritz" autora Robert Crumb. Sniman u studiju DRUM Novi Bečej album otvara instrumental "Dr. Winston O Boogie" posvećen John Lennonu.Ceo album "Blum!" je drugačiji sa uticajem grunge i britpop-a. Saša Koso i Aleksandar Saša Janković su pokrenuli novo poglavlje u karijeri Instant Karme uz veliku pomoć producenta Ljubomir Stančića. Album je najavljen pesmama "Čudni dani" i "Zvezda".
1998g u band dolaze Bojan Rajačić I Branislav Mazalica što daje novu dimenziju u opusu Zrenjaninske grupe.
1999g band kreće u studio ali marta počinje NATO agresija na SRJ
Za vreme bombardovanja nastaje živi Ep 3x3 (War Sessions)

## 2000 te i novi zvuk
Godine 2000g grupa u studiju DRUM Novi Bečej i počinje snimanje albuma "Metamorfoza" Sniman pet meseci Metamorfoza predstavlja novu Instant Karmu, novi zvuk i sasvim novu priču. Album je producirao Ljubomir Stančić, koji je svirao i klavijature. Dok se za dizajn omota kao i na albumu "Blum" pobrinuo Miroslav Perić.
Januara 2001g se pojavljuje i video spot "Bog" u režiji Zorana Kesića.
2002g band dobija ugovor za PGPRTS
Februara 2003g izlazi video za pesmu Guru koji  postaje najveći hit benda. Sredinom 2003g pojavljuje se album pod istim imenom u izdanju PGPRTS.
2004g posle singla "Vrtim se u krug" počinju prvi problemi u grupi.
14 marta 2005g bubnjar Branislav Mazalica umire od srčanog udara. Saša Koso odlazi
Pauza je bila preko potrebna
Posle dve godine pauze band ima svoj comeback na Exitu 2007g u novoj postavi. Bio je to jedan od najboljih live nastupa Instant Karme.
Naredne 2008g grupa snima album "Sve je uredu samo Krvarim" za PGPRTS Band se vraća izvornom i tvrdjem  RnR zvuku ali posle singla "Zvona slobode" iz 2010g frontmen Aleksandar Saša Janković raspušta band posle više od 20 godina.
Nakon pauze od četiri godine 2014g pojavljuje se singl "Prijatelj" psihodelični eksperiment a sledeće 2015g band snima dve pesme kao i video spot za pesmu Dan ili dva.
2018g počinje novo poglavlje u istoriji benda Instant Karma u postavi Aleksandar Saša Janković, Saša Koso, Branislav Kokora, Uroš Stanković i Nebojša Durmanović kreće sa svirkama i radom na novim pesmama.
Od juna do novembra 2019g band u studiju "Plejs za Probe" snima album "Buda sa krova" sa novim producentima Nikita Dujin i Lazar Babić.
Bio je to pravi povratak 2019g izlazi singl Svemirske boje a 2020g video singl  Sloboda je sve
Album Buda sa Krova  u celom regionu dobija izuzetne kritike u superlativima kao i solidnu medijsku pažnju.
2021g Instant Karma nastupa na Exitu Tako se nastavlja priča o malom-velikom bendu iz Banata
koji zna svoju Karmu i veruje u nju..
2023g u izdanju SKCNS izlazi reizdanje albuma "Metamorfoza" iz 2021g sa dve bonus pesme.
Za 2024g Instant Karma najavljuje novi album i nove pesme.

## Diskografija

### Studijski albumi
- Deset Godina Pre Rag Records P.1990
- Pazi Kako Hodaš Carlo Records P.1992
- Kako Ubiti Oktopoda? Take It Or Leave It Records P.1994
- Dan za Danom Komuna/PGPRTS P.1995
- Roll Over (Godine Oktopoda) Take It Or Leave It Records P.1996
- Blum! Radio Index P.1997
- Metamorfoza Rag Records P.2001
- Guru PGPRTS P.2003
- Sve Je Uredu Samo Krvarim PGPRTS P.2008
- Buda Sa Krova SKC Novi Sad P.2020

### EP
- Totalni Mrak Suzy records pp. 1988
- 3X3 (War Sessions) Rag Records P.1999

### Singlovi
- Dim nad Gradom/Amerika Suzy records P.1987

## Spoljašnje veze
- Instant Karma na Discogs
- Instant Karma na YouTube